# Municipio Tuxtla Gutiérrez
Koordinaten: 16° 45′ N, 93° 6′ W
Tuxtla Gutiérrez ist ein Municipio im mexikanischen Bundesstaat Chiapas. Das Municipio hat etwa 550.000 Einwohner und eine Fläche von 336 km². Verwaltungssitz und größter Ort im Municipio ist das gleichnamige Tuxtla Gutiérrez, das auch Hauptstadt des Bundesstaates ist.
Das Municipio Tuxtla Gutiérrez bildet den Kern der Zona Metropolitana de Tuxtla Gutiérrez.

## Geographie
Das Municipio Tuxtla Gutiérrez liegt zentral im mexikanischen Bundesstaat Chiapas auf Höhen zwischen 200 m und 1500 m. Es zählt zur Gänze zur physiographischen Provinz der Sierra Madre de Chiapas und liegt gänzlich in der hydrologischen Region Grijalva-Usumacinta. Die Geologie des Municipios wird zu 38 % von Kalkstein-Lutit bestimmt bei 25 % Kalkstein, 20 % Alluvionen und 12 % schluffigem Sandstein; vorherrschende Bodentypen sind der Leptosol (38 %), Regosol (18 %), Vertisol (17 %) und Luvisol (11 %). Etwa 41 % der Gemeindefläche sind urbanisiert, 30 % sind bewaldet, 23 % dienen dem Ackerbau.
Das Municipio Tuxtla Gutiérrez grenzt an die Municipios San Fernando, Osumacinta, Chiapa de Corzo, Suchiapa, Ocozocoautla de Espinosa und Berriozábal.

## Bevölkerung
Beim Zensus 2010 wurden im Municipio 553.374 Menschen in 141.903 Wohneinheiten gezählt. Davon wurden 11.252 Personen als Sprecher einer indigenen Sprache registriert, darunter 4.249 Sprecher des Tzotzil und 3.927 Sprecher des Tzeltal. Gut fünf Prozent der Bevölkerung waren Analphabeten. 244.282 Einwohner wurden als Erwerbspersonen registriert, wovon ca. 61 % Männer bzw. 3 % arbeitslos waren. Acht Prozent der Bevölkerung lebten in extremer Armut.

## Orte
Das Municipio Tuxtla Gutiérrez umfasst 115 bewohnte localidades, von denen der Hauptort sowie Copoya und El Jobo vom INEGI als urban klassifiziert sind. Vier Orte wiesen beim Zensus 2010 eine Einwohnerzahl von über 500 auf, 105 Orte hatten weniger als 100 Einwohner. Die größten Orte sind:
| Ort                         | Einwohner |
| Tuxtla Gutiérrez            | 537.102   |
| Copoya                      | 008.160   |
| El Jobo                     | 004.632   |
| Emiliano Zapata (Agua Fría) | 000.861   |